# Сумбатян, Анаида Степановна
Анаи́да Степа́новна Сумбатя́н (1905—1985) — советская пианистка и музыкальный педагог. Заслуженный учитель школы РСФСР (1966).

## Биография
На протяжении многих лет вела класс фортепиано в Центральной музыкальной школе в Москве, став единственным педагогом, воспитавшим двух лауреатов Международного конкурса имени Чайковского — Владимира Ашкенази и Владимира Крайнева. Среди других учеников Сумбатян — Нелли Акопян, Нина Коган, Тигран Алиханов, Оксана Яблонская, Константин Орбелян, Игорь Безродный, Сергей Мусаелян, Дмитрий Феофанов, Максим Могилевский, Филипп Кольцов и других.
Сумбатян была дружна со Святославом Рихтером, Ниной Дорлиак, Генрихом Нейгаузом, Даниилом Шафраном.
По воспоминаниям Оксаны Яблонской:

Сумбатян, несомненно, была выдающейся личностью и прекрасным педагогом. <…> У Сумбатян был непревзойденный педагогический дар. Она не позволяла малейшей фамильярности в игре, малейшего упрощения — вкус у неё был безукоризненный.

## Награды
- Заслуженный учитель школы РСФСР (14.10.1966).
- Медаль «За трудовую доблесть» (29.12.1954).